# Michael Maier (Leichtathlet)
Michael Maier (* 20. Februar 1964) ist ein ehemaliger deutscher Wettkampf-Marathon- und Ultraläufer.

## Berufsweg
Michael Maier ist Finanzwirt und veranstaltete nach seiner aktiven Zeit den Westweg Abenteuerlauf.

## Sportliche Laufbahn
1993 hatte Michael Maier mit einem Podestplatz als Drittplatzierter beim Swiss Ultra Marathon seinen bis hin dahin größten Wettkampferfolg.
1995 folgte ein 2. Platz beim 60 km Marburg und ein 6. Platz bei der Deutschen 50-km-Bahnlauf-Meisterschaft sowie in Bobingen die deutsche DUV-Meisterschaft im 24-Stunden-Lauf.
1996 wurde Maier deutscher DUV-Meister sowohl im 100 km Bahnlauf als auch erneut im 24-Stunden-Lauf bei dem er zudem einen neuen Streckenrekord aufstellte. Des Weiteren wurde Maier IAU 24-Stunden-Lauf-Vizeeuropameister.
1997 belegte er den 1. Platz beim 2. SCMT 6-Stunden-Lauf in Nürnberg.
1998 folgten 3. Plätze sowohl beim Self-Transcendence-24-h-Lauf-Basel als auch bei den IAU-24-Stunden-Lauf-Europameisterschaften.
1999 siegte Maier beim Wörschacher 24-Stunden Benefizlauf.
Privat lief er im Juli 2000 mit seinem Kollegen Walter Eberhard den Westweg in sechs Tagen.
2001 belegte Maier den 4. Platz beim Edersee Supermarathon und siegte beim West Highland Way Race Race.
Nach seiner aktiven Wettkampfzeit, widmete sich Maier dem Erlebnislauf.

## Vereinszugehörigkeiten
Michael Maier startete zuletzt für „Fit for Life Dachau“ und war zuvor beim „Non Plus Ultra Esslingen“ und davor viele Jahre beim „FC Unterkirnach“.

## Persönliche Bestzeiten
Stand: 20. April 2017
- 50 km: 3:05:09 h, 1995
- 100 km: 6:54:17 h, 1996
- 6-Stunden-Lauf: 85,535 km, 1997
- 24-Stunden-Lauf: 259,067 km, 1998

## Erfolge (Auswahl)
national
- 1994: 8. Platz Int. Deutscher 100-km-Lauf SSC Hanau-Rodenbach (7:15:18)
- 1995: 2. Platz 60 km Marburg (3:58:49 h)
- 1995: 6. Platz Deutscher 50-km-Straßenlauf-Meister (3:05:09 h)
- 1995: Deutscher 24-Stundenlauf-Meister DUV (240,526 km)
- 1996: Deutscher 100-km-Bahnlauf-Meister (3:19:24 h)
- 1996: Deutscher 24-Stundenlauf-Meister DUV (243,442 km)
- 1997: 1. Platz SCMT 6-Stunden-Lauf Nürnberg (85,535 km)
- 1999: 1. Platz Wörschacher 24-Stunden Benefizlauf (246,713 km)
- 2001: 4. Platz Edersee Supermarathon (60 km)

international
- 1993: 3. Platz Swiss Ultra Marathon (23:00:34 h)
- 1996: 3. Platz 100 km de Rognonas (7:10:12 h)
- 1996: IAU 24-Stunden-Lauf-Vizeeuropameister (250,999 km)
- 1998: 3. Platz Self-Transcendence 24h Lauf Basel (253,501 km)
- 1998: 3. Platz IAU-24-Stunden-Lauf-Europameisterschaften (259,067 km)
- 2001: 1. Platz West Highland Way Race (153 km)